# スヴェシュタリのトラキア人の墳墓
スヴェシュタリのトラキア人の墳墓（スヴェシュタリのトラキアじんのぼふん）は、ブルガリア北東部に残る古代の墓地。ブルガリアのラズグラト州イスペリフ市（Исперих、Isperih）スヴェシュタリ村（Свещари、Sveshtari）の南西2.5 km、ラズグラト市の北東42 km に位置する。
1982年に小さい丘から発見された墓地で、紀元前3世紀に遡る。当時のトラキア人の宗教建築の基本的な構造原理を伝えてくれる遺構である。建築上の装飾では、多彩色の半人半植物女人像の柱（カリアティード）と、彩色された壁画とが、非常にユニークなものとして目を惹く。
10体の女人像柱は、中央の玄室の壁に浮き彫りの形で掘り込まれたもので、それに被さる丸天井には、半円壁画の装飾が施されている。こうした例は、トラキア地方ではこれまでには他に見つかっていない。この墓地は、古代の地理学者が言うところの、ヘレニズム世界やヒュペルボレイオスの世界に出会ったトラキアの一種族ゲタイ人の文化を伝える貴重な例証である。

## 登録基準
この世界遺産は世界遺産登録基準のうち、以下の条件を満たし、登録された（以下の基準は世界遺産センター公表の登録基準からの翻訳、引用である）。
- (1) 人類の創造的才能を表現する傑作。
- (3) 現存するまたは消滅した文化的伝統または文明の、唯一のまたは少なくとも稀な証拠。